# Barnston-Ouest
Barnston-Ouest är en kommun i provinsen Québec i Kanada. Den ligger i regionen Estrie, i den sydöstra delen av landet, 290 km öster om huvudstaden Ottawa.